# Gladstone (Invercargill)
Pour les articles homonymes, voir Gladstone.
Gladstone est une banlieue de la cité d'd’Invercargill, ville la plus au sud de l’Île du Sud de la Nouvelle-Zélande.

## Situation
Le secteur est une zone peu élevée , à fort risque d’inondation et menacée par l’élévation du niveau de la mer

## Histoire
La banlieue fut ciblée durant une  frénésie de cambriolage, qui dura  six semaines entre décembre 2019 et janvier 2020.
En juillet 2020, un membre du public fut blessé durant un vol qualifié d’un magasin de commodités de Gladstone  .
Deux hommes furent condamnés pour cet incident le mois suivant.
En septembre 2020, le Southland Times (en) rapporta une forte demande pour des terrains et des logements dans Gladstone.
Toutefois en novembre 2020, Quotable Values (en) donna les statistiques montrant la valeur des maisons, qui était en augmentation à un rythme plus lent que le reste des maisons dans la cité d’Invercargill.

## Démographie
Le secteur de Gladstone couvre 1,27 km2 et il a une population estimée à 2490 résidents en  juin 2022 avec une densité de population de 1961 personnes par km2.
Gladstone a une population de 2376 habitants lors du recensement néo-zélandais de 2018, une diminution de 9 personnes (−0,4 %) depuis le recensement néo-zélandais de 2013 et un diminution de 108 personnes (−4,3 %) depuis le recensement de 2006 en Nouvelle-Zélande.
Il y a 942 logements avec 1152 hommes et 1224 femmes, donnant un sexe-ratio de 0,94 homme pour une femme.
L’âge médian est de 44,4 ans (comparé avec les 37,4 ans au niveau national), avec 420 personnes (17,7 %) âgées de moins de 15 ans, 414 personnes (17,4 %) âgées de 15 à 29 ans , 1200 personnes (50,5 %) âgées de 30 à 64 ans et 339 personnes (14,3 %) âgées de 65 ans ou plus.
L’ethnicité est pour 89,0 % européens/Pākehā, 9,8 % Māori, 1,8 % personnes du Pacifique, 6,1 % d’origine asiatique et 2,0 % d’une autre ethnicité (le total peut faire plus de 100 % dans la mesure où une personne peut s’identifier avec de multiples ethnicités en fonction de l'origine des ses parents).
La proportion de personnes nées outre-mer est de 15,3 %, comparée avec les 27,1 % au niveau national.
Bien que certaines personnes refusent de donner leur religion lors du recensement, 46,3 % n’ont aucune religion, 44,2 % sont chrétiens, 0,5 % sont hindouistes, 0,3 % sont musulmans, 0,9 % sont bouddhistes et 1,3 % ont une autre religion.
Parmi ceux d’au moins 15 ans d’âge, 543 personnes (27,8 %) ont une licence ou un degré supérieur et 291 personnes (14,9 %) n’ont aucune qualification formelle.
Le revenu médian est de 39 900 $, comparé avec les 31800 $ au niveau national.
483 personnes (24,7 %) gagnent plus de 70000 $ comparé avec les 17,2 % au niveau national.
Le statut d’emploi de ceux d’au moins 15 ans est pour 1080 personnes (55,2 %): un emploi à plein temps, pour 357 personnes (18,3 %) un emploi à temps partiel et 54 personnes (2,8 %) sont sans emploi

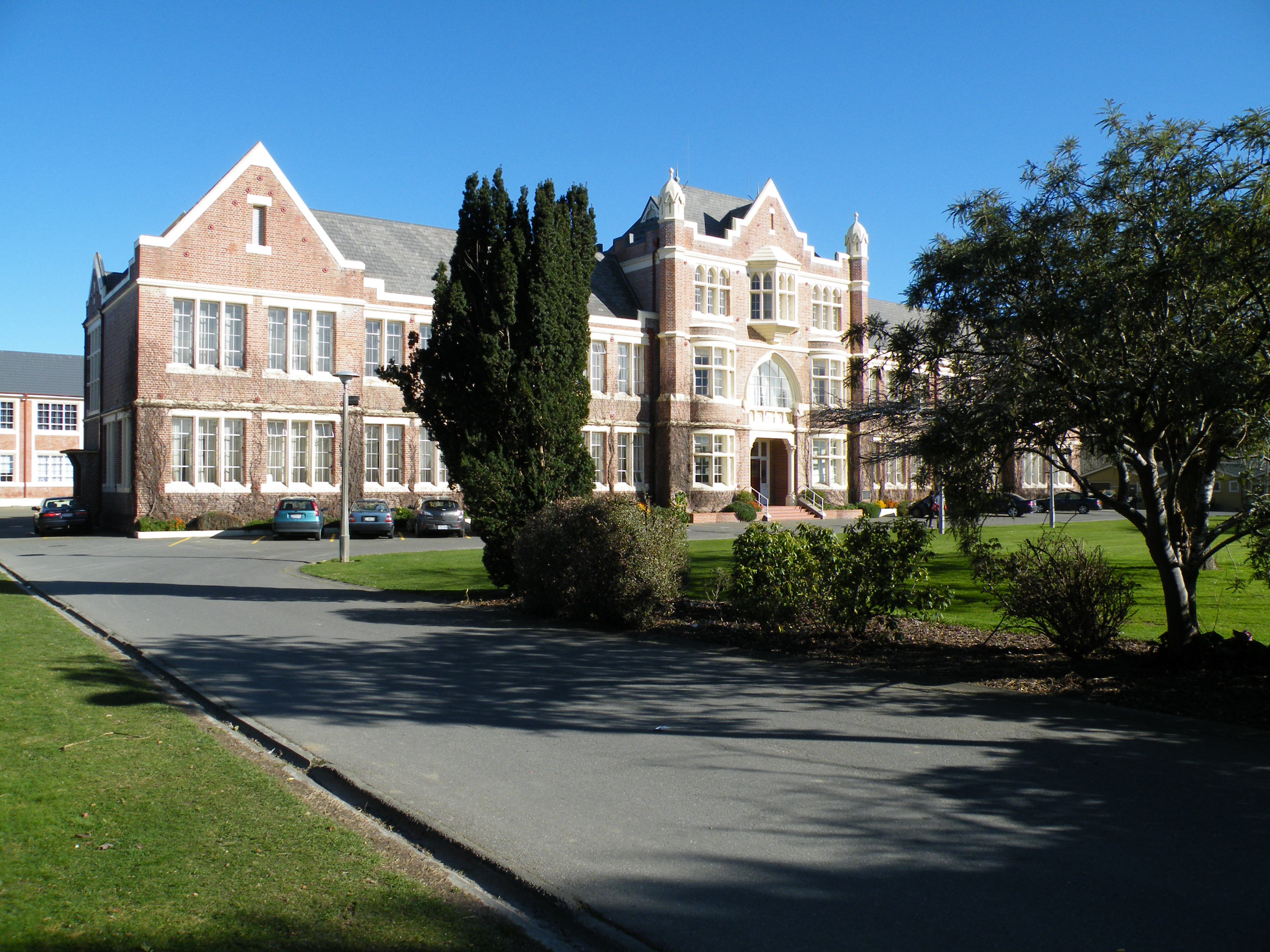
Bloc central de l’école de Southland Boys' High School

## Éducation
- L’ école secondaire de garçons du Southland (en) est une école secondaire unisexe, publique, assurant l’enseignement de l’année 7 à  13[9] avec un effectif de 969 élèves en octobre 2022.

L’école fut ouverte en 1881 et se déplaça vers son site actuel en 1926.
- L’école « Waihopai School » est une école primaire, publique, pour les élèves allant des années 1 à 6[11] avec un effectif de  357 élèves. L’école ouvrit en  1914 sous le nom de « Queen's Park School » et adopta son nom actuel une année plus tard. Elle fut constituée par le fusion de l’école Invercargill Park School et celle de Gladstone (Waihopai) School[12].